# 宛敏灏
宛敏灏（1906年—1994年），字书城，号晚晴，男，安徽庐江人，中国古典文学研究家，安徽师范大学教授，曾任中华诗词学会顾问。

## 生平
1934年毕业于原安徽大学（现安徽师范大学）中文系。历任国立女子师院副教授，安徽学院、国立音乐学院教授，安徽大学及安徽师范学院教授、中文系主任、副教务长，合肥师范学院教授、副教务长，安徽师范大学教授兼图书馆馆长。曾任安徽省政协常委。1986年加入中国作家协会。

## 著作
著有《二晏及其词》、《张于湖评传》、《黄山记游》等。